# Sinus caverneux
Le sinus caverneux (en latin sinus cavernosus) est un des sinus pair de la dure-mère situé dans la fosse crânienne moyenne.

## Structure
Les sinus caverneux sont allongés d'avant en arrière de chaque côté de la selle turcique.
Ils forment avec les sinus intercaverneux antérieur et postérieur une structure elliptique : le sinus coronaire.
Le plexus veineux basilaire réalise une anastomose entre les deux extrémités postérieures des sinus caverneux.
Le nerf optique se trouve juste au-dessus et à l'extérieur du sinus caverneux.
Sa cavité est garnie d'une multitude de filaments mous, rougeâtres et irréguliers, qui s'entre-croisent, et à la disposition réticulaire desquels il doit son nom.

## Afférences

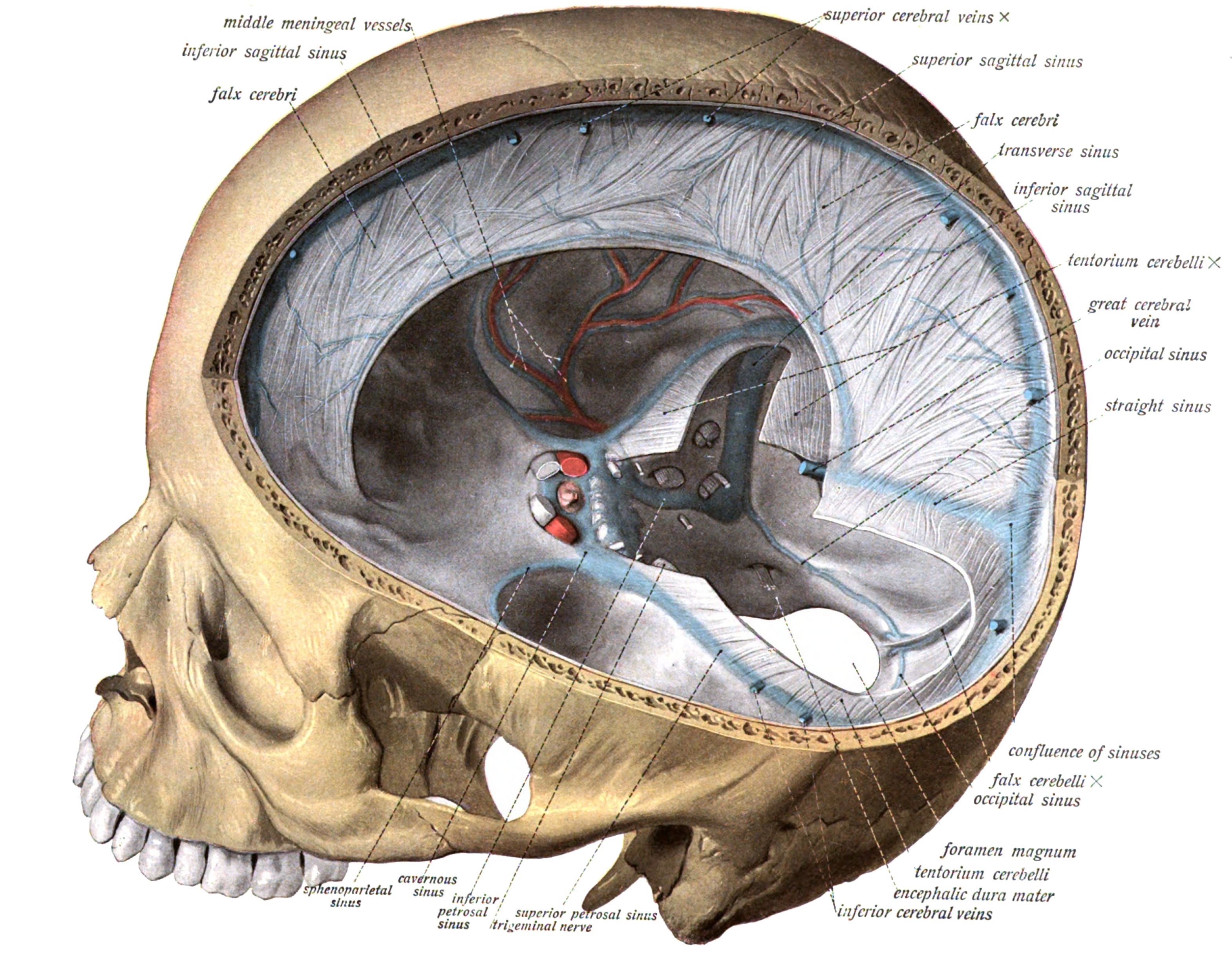
Illustration en coupe du cerveau.

Le sinus caverneux reçoit en haut les veines cérébrales tant antérieures que moyennes et inférieures, en devant la veine ophtalmique supérieure et veine ophtalmique inférieure issues de l’orbite en traversant la fissure orbitaire supérieure (fente sphénoïdale), le sinus sphéno-pariétal, les sinus intercaverneux postérieur et antérieur, le plexus basilaire.
Le sinus caverneux reçoit parfois directement la veine centrale de la rétine.

## Efférences
Le sinus caverneux se draine dans les sinus pétreux supérieur et inférieur, pour se jeter en fin de compte dans la veine jugulaire interne via le sinus sigmoïde.

## Contenu
Le sinus caverneux a la particularité d'être traversé par un paquet artério-nerveux contenant l'artère carotide interne et le nerf abducens (nerf crânien VI).
De plus dans la paroi latérale du sinus se trouvent de haut en bas :
- le nerf oculomoteur (nerf crânien III) ;
- le nerf trochléaire ou nerf pathétique (nerf crânien IV) ;
- le nerf ophtalmique (nerf crânien V1) ;
- le nerf maxillaire (nerf crânien V2) ;
- le nerf abducens (nerf crânien VI).

Ces nerfs, à l'exception du nerf maxillaire, traversent le sinus caverneux pour entrer dans l'apex orbitaire à travers la fissure orbitaire supérieure.
Le nerf maxillaire passe par la partie inférieure du sinus et sort par le foramen rond.